# Kent Weeks
Kent R. Weeks (nascut el 16 de desembre de 1941 a Everett (Washington) és un egiptòleg estatunidenc.

## Biografia
Recorda que va decidir ser un egiptòleg a l'edat de vuit anys. Assistí diverses setmanes a la R. A. Long High School de Longview (Washington), i es va graduar en 1959. Va estudiar antropologia a Universitat de Washington de Seattle, d'on va obtenir el grau de mestratge. Va visitar Egipte per primera vegada en 1963 i va participar activament en les excavacions a Núbia associades a treballs de reubicació necessària per a la construcció de la Presa d'Assuan i la inundació de la Vall del Nil per crear el Llac Nasser. El 1970 va obtenir un doctorat en egiptologia per la Universitat Yale.
La carrera professional del doctor Weeks va començar amb el seu nomenament com a Assistent Curador d'Art Egipci al Metropolitan Museum of Art i professor ajudant a la Universitat de Chicago i director del seu Institut a Luxor (Chicago House), a continuació, professor de la Universitat de Califòrnia, Berkeley, i en 1988 es va convertir en professor d'egiptologia a la Universitat Americana del Caire. La seva esposa, Susan Weeks, també va ser arqueòloga i una talentosa artista abans de la seva mort al desembre de 2009.
El 1978, Weeks va idear i posar en marxa el Theban Mapping Project (Projecte de Cartografia de Tebes), un pla summament ambiciós per fotografiar i mapar cada temple i tomba a la necròpolis tebana. Com a part d'aquest projecte, Weeks introduí globus a la zona de Luxor amb la intenció de fer prospeccions aèries de baix cost, un fet que es va convertir en una part important de la indústria turística local. No obstant això, la fita més important del projecte va ser el seu descobriment de 1995 de la identitat, i vastes dimensions, de KV5, la tomba dels fills de Ramsès II a la Vall dels Reis.

## Publicacions
- Atlas of the Valley of the Kings: The Theban Mapping Project
- The Illustrated Guide to Luxor and the Valley of the Kings
- The Valley of the Kings: The Tombs and the Funerary of Thebes West, (com a editor)
- The Lost Tomb, 1998
- The Treasures of Luxor and the Valley of the Kings, 2005[1]